# Manatsu no Sounds Good!
"Manatsu no Sounds Good!" é o 26º single da Girlband AKB48, lançado a 23 de Maio de 2012. Com o cd é incluso um bilhete de voto para a próxima eleições AKB48. No seu primeiro dia de venda "Manatsu no Sounds Good!" alcançou 2 milhões de cópias distribuídas. Esta superou de longe o sucesso de seus singles anteriores, "Kaze wa Fuiteiru" e "Flying Get", mas foi superado por Sayonara Crawl em maio de 2013
Em 30 de Dezembro de 2012, venceu o 54rd Japan Record Awards, na categoria "Música do Ano". Ganhou duas versões feitas por outros grupos do 48G: A primeira em 2013 feita pelo JKT48, e a segunda pelo SNH48, em 2015.
Este é o 1º single do álbum Tsugi no Ashiato. Foram feitas duas versões do clipe, sendo que a primeira é a versão Drama, em que as garotas precisam sobreviver a uma tragédia vinda do céu. Essa versão foi incluída apenas no single. A versão que está disponível no Youtube é a Dance, que apresenta uma característica comum em PVs de verão.

## Tracklist
1. Manatsu no Sounds Good!
2. Mitsu no Namida
3. Chodai, Darling (TYPE A)
Gugutasu no Sora (TYPE B)
Kime no Tame ni Boku wa... (Theater)

- As faixas 4-6 são versões Karaokê/Off Vocal